# Xenopus longipes
Xenopus longipes es una especie de anfibio anuro de la familia Pipidae.

## Distribución geográfica
Esta especie es endémica del oeste de Camerún. 
Se encuentra a unos 2200 m sobre el nivel del mar en el lago Oku en el Monte Oku.

## Publicación original
- Loumont & Kobel, 1991 : Xenopus longipes sp. nov., a new polyploid pipid from western Cameroon. Revue Suisse de Zoologie, vol. 98, n.º 4, p. 731-738[4]